# Новоскольцев, Александр Никанорович
Александр Никанорович Новоскольцев (17 [29] ноября 1853, Землянск, Воронежская губерния — 1919, Петроград) — русский художник, академик исторической живописи Императорской Академии художеств.

## Биография

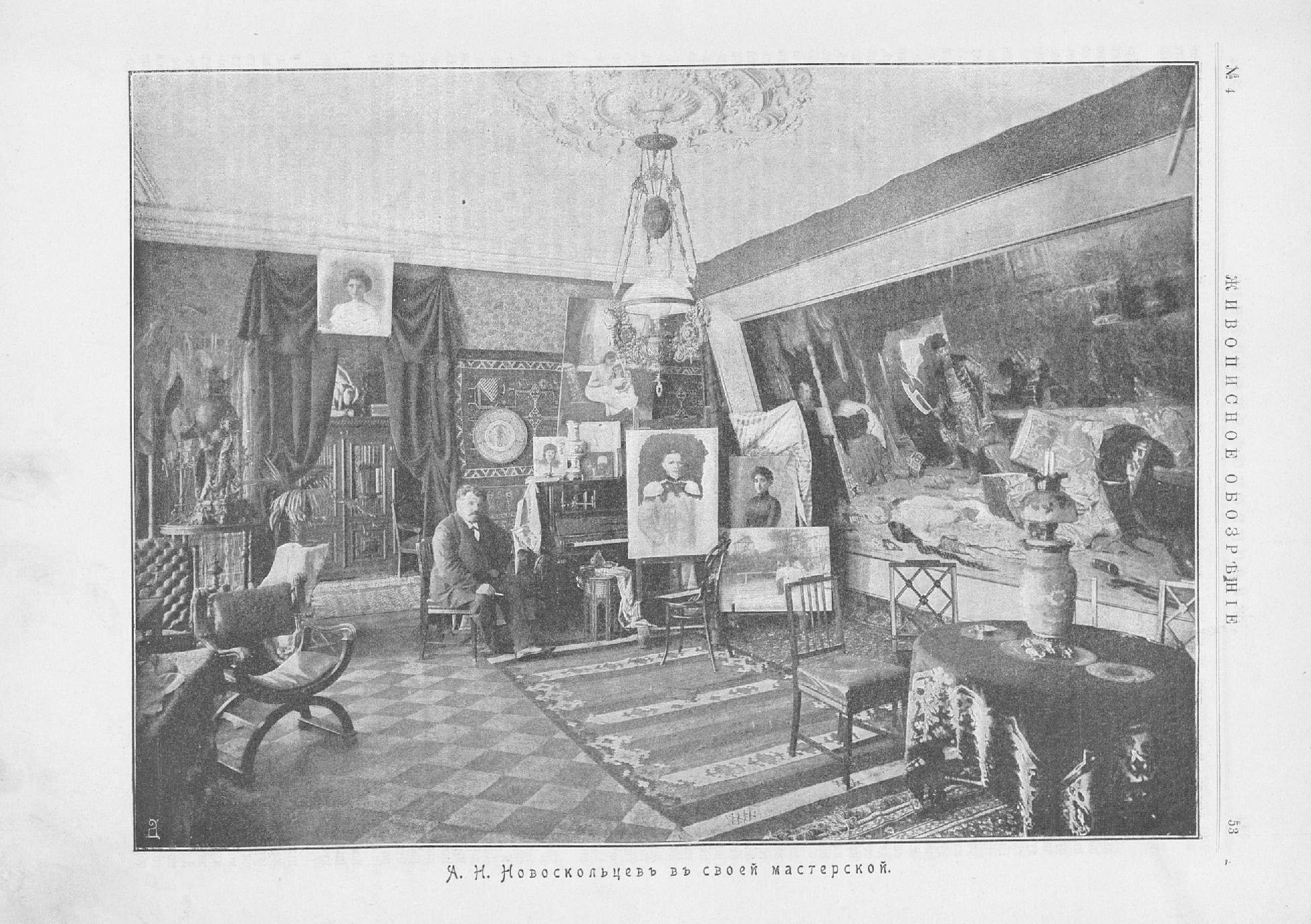
Новоскольцев в своей мастерской, 1902 год.

Родился 17 [29] ноября 1853 года в Землянске Воронежской губернии. 
Окончил Московское училище живописи, ваяния и зодчества (1878) и поступил в натурный класс Императорской Академии художеств. Получал в течение учёбы награды Академии: малая и большая серебряная медаль (1879), малая золотая (1880) за программу «Иаков узнаёт одежду сына своего Иосифа, проданного братьями в Египет», большая золотая медаль и звание классного художника 1-й степени (1881) за картину «Святой Сергий благословляет Дмитрия Донского на битву и отпускает с ним двух иноков». Отправлен пенсионером Академии художеств по странам Европы (1882). Получил звание академика живописи (1889) за картину «Последние минуты митрополита Филиппа». Кроме картин писал также образа для иконостасов, выполнил эскизы мозаик для одного из храмов Санкт-Петербурга. Преподавал рисование в гипсовом классе Академии художеств (1887—1889).
В мастерской Новоскольцева для иконостаса Таллинского кафедрального собора были выполнены (1889—1899) 59 икон и 4 киота на цинковых и медных досках. По эскизам Новоскольцева были выполнены цветные стекла для алтарных окнон главного придела с изображением Спасителя, Богородицы и Иоанна Предтечи. Новоскольцевым были выполнены мозаики в Храме Спаса на Крови: на юго-восточном подкупольном пилоне «Преподобные Прохор и Никон Печерские», «Мученицы Лидия и Анастасия», «Апостолы Евод и Иуст», а также еще несколько библейских сюжетов на других пилонах храма.
Умер в 1919 году в Петрограде.

## Галерея

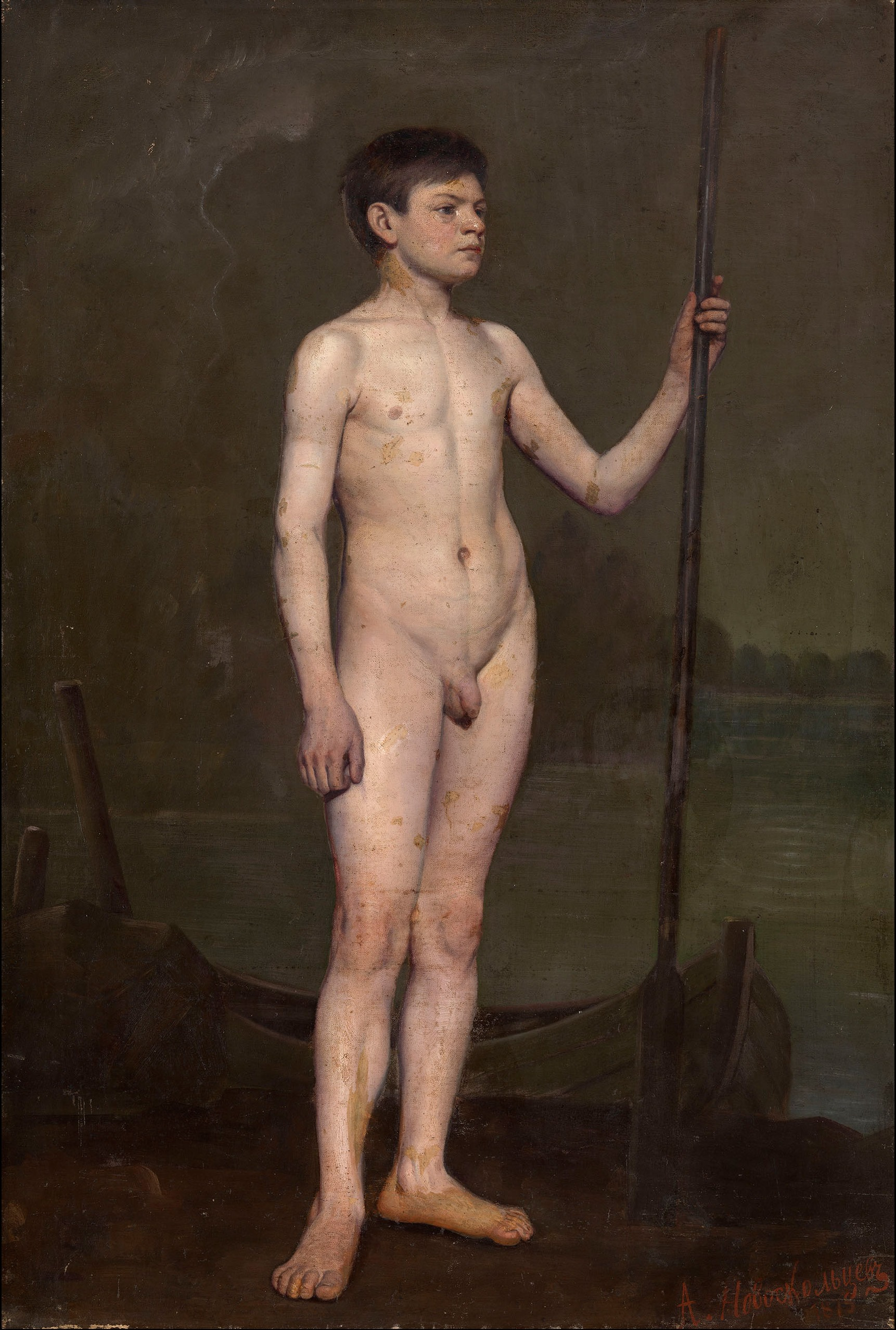
Мальчик с веслом. 1875
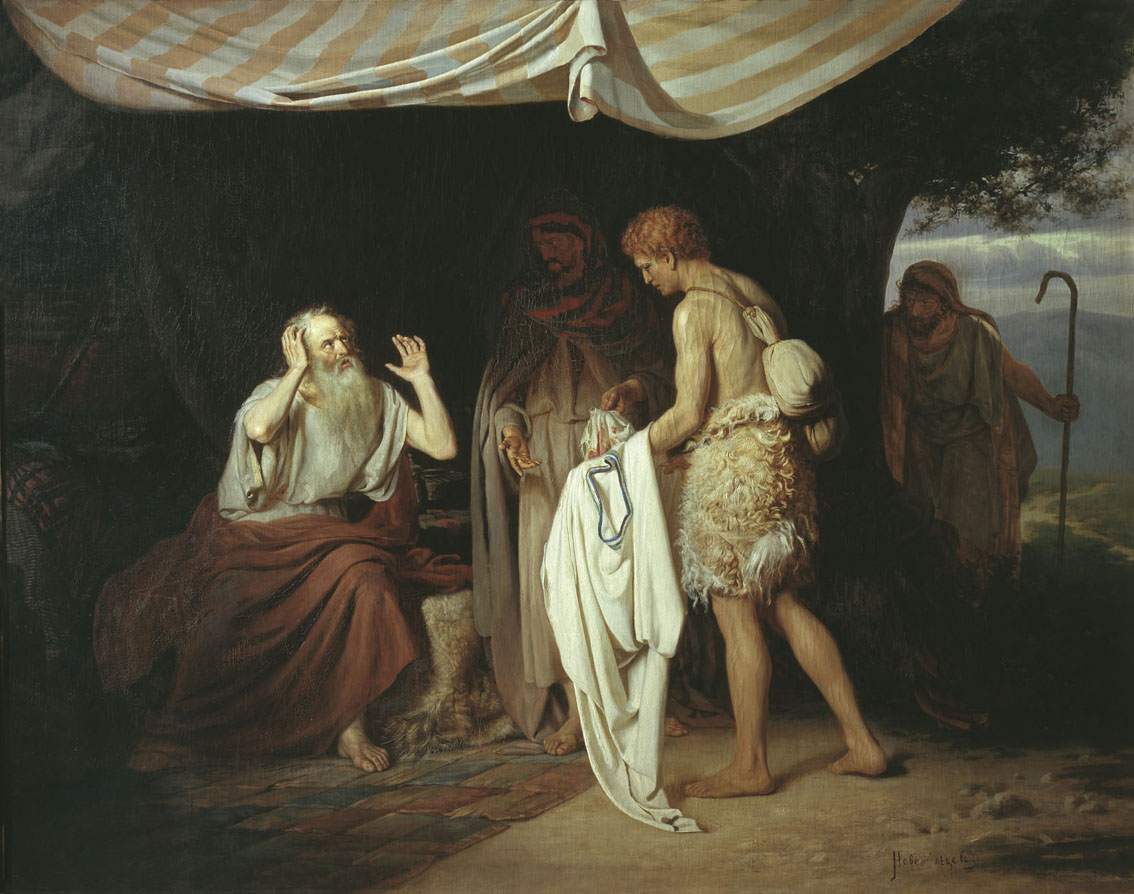
Иаков узнает одежды Иосифа. 1880
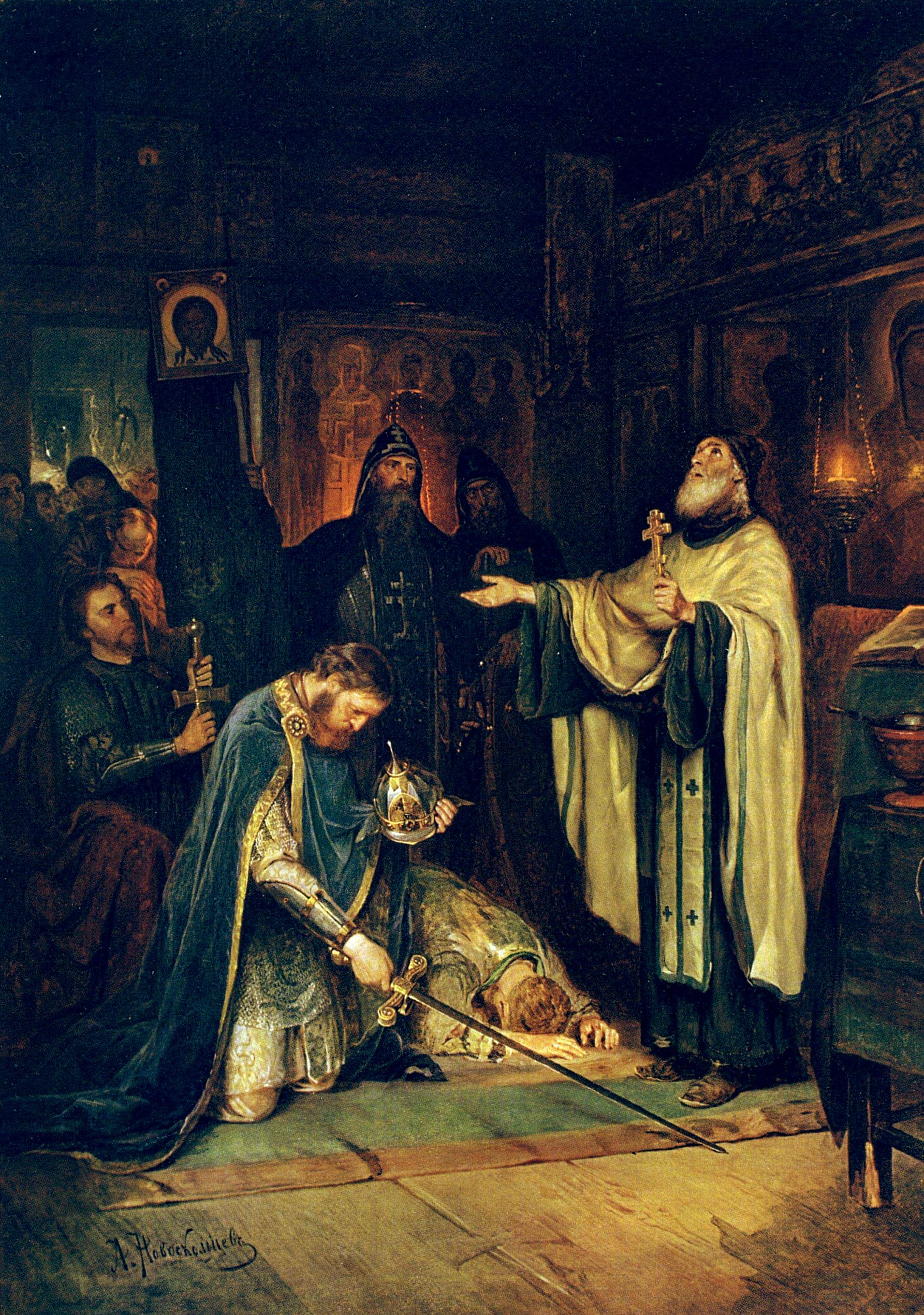
Преподобный Сергий благословляет великого князя Дмитрия Донского на выступление против рати Мамая. 1881
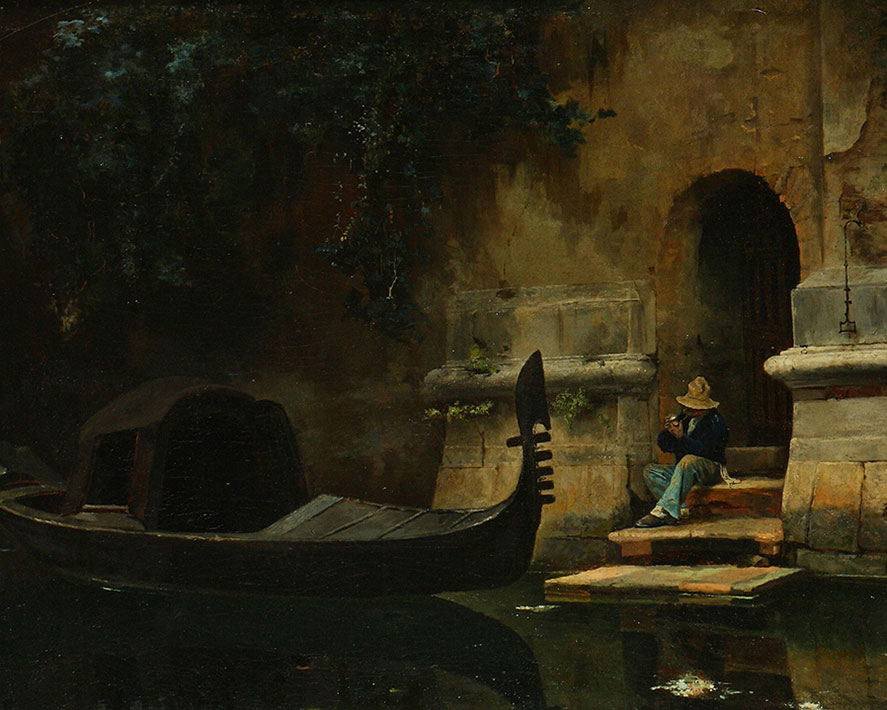
Уголок Венеции. 1885
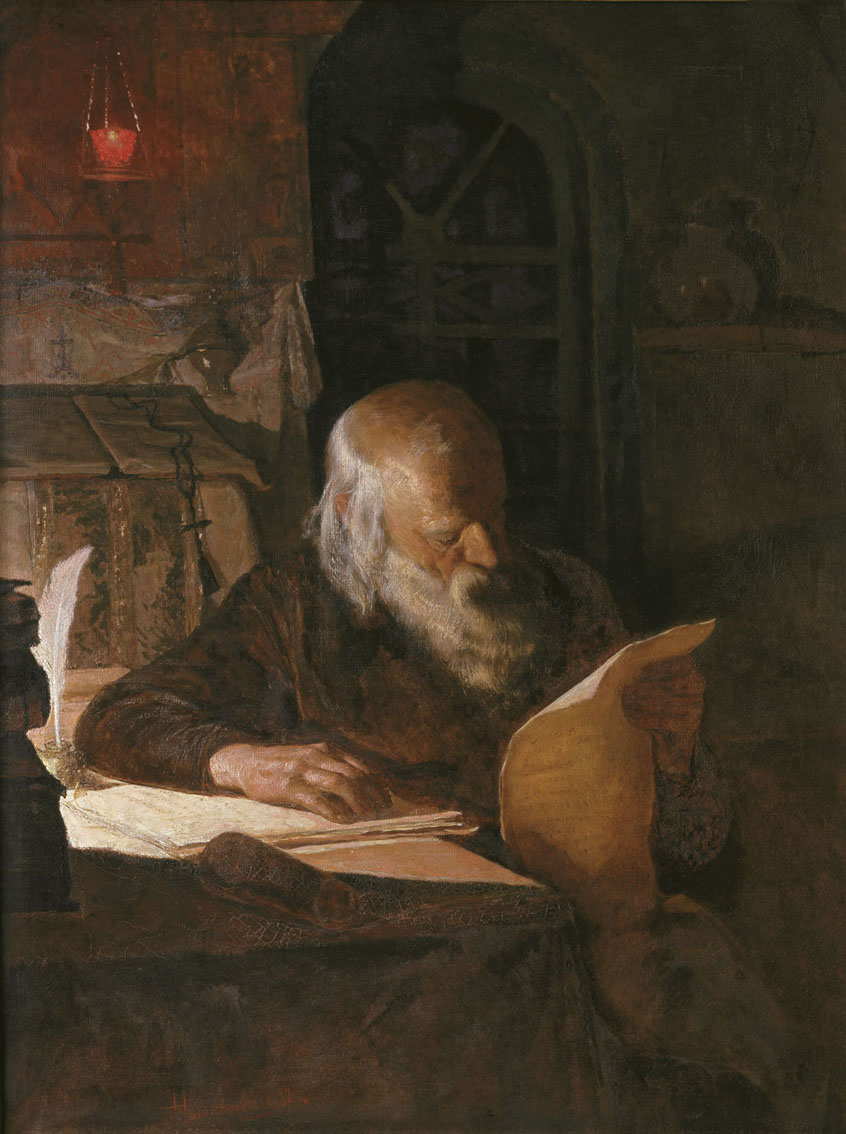
Летописец. 1887
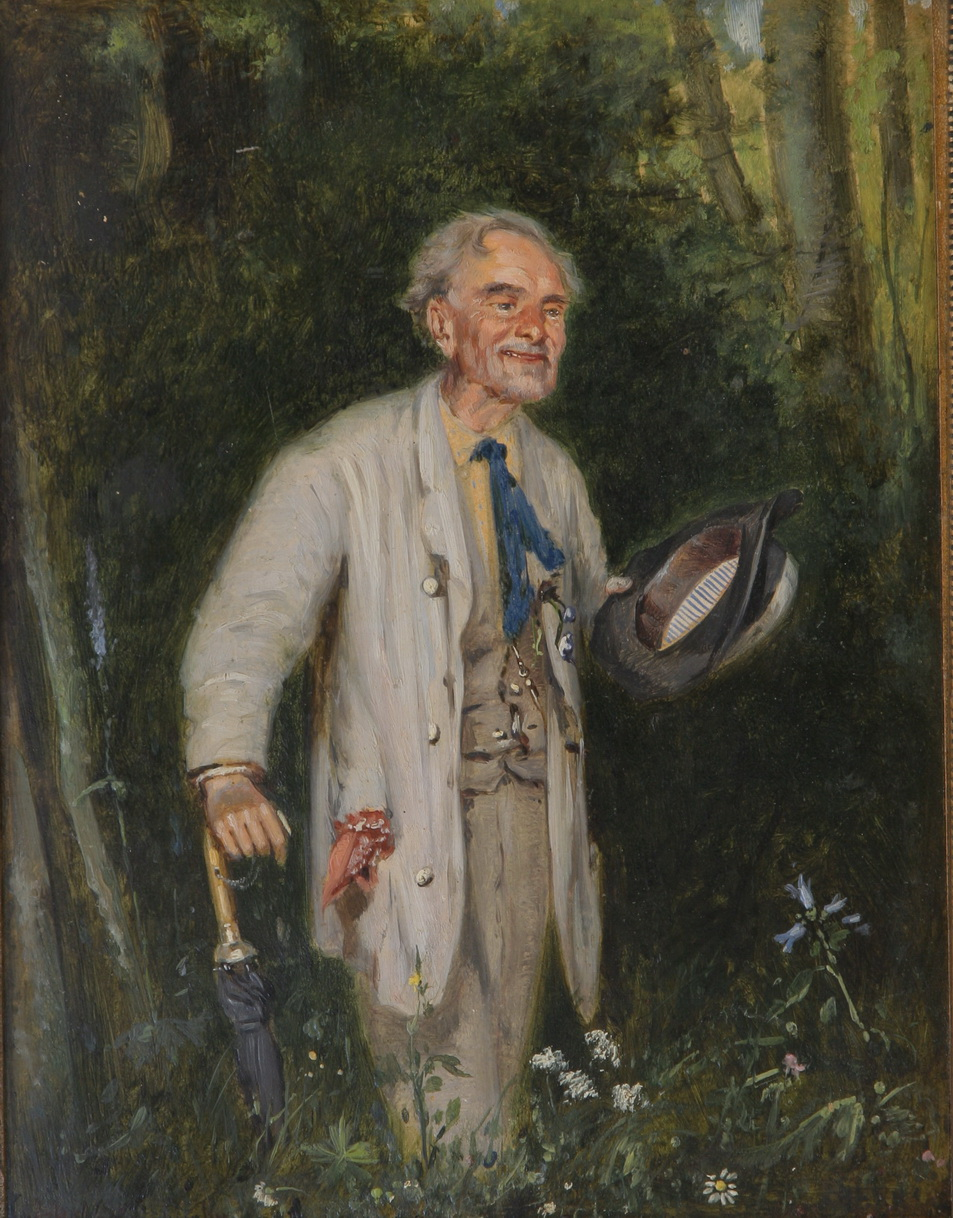
«Разрешите обратиться». 1889
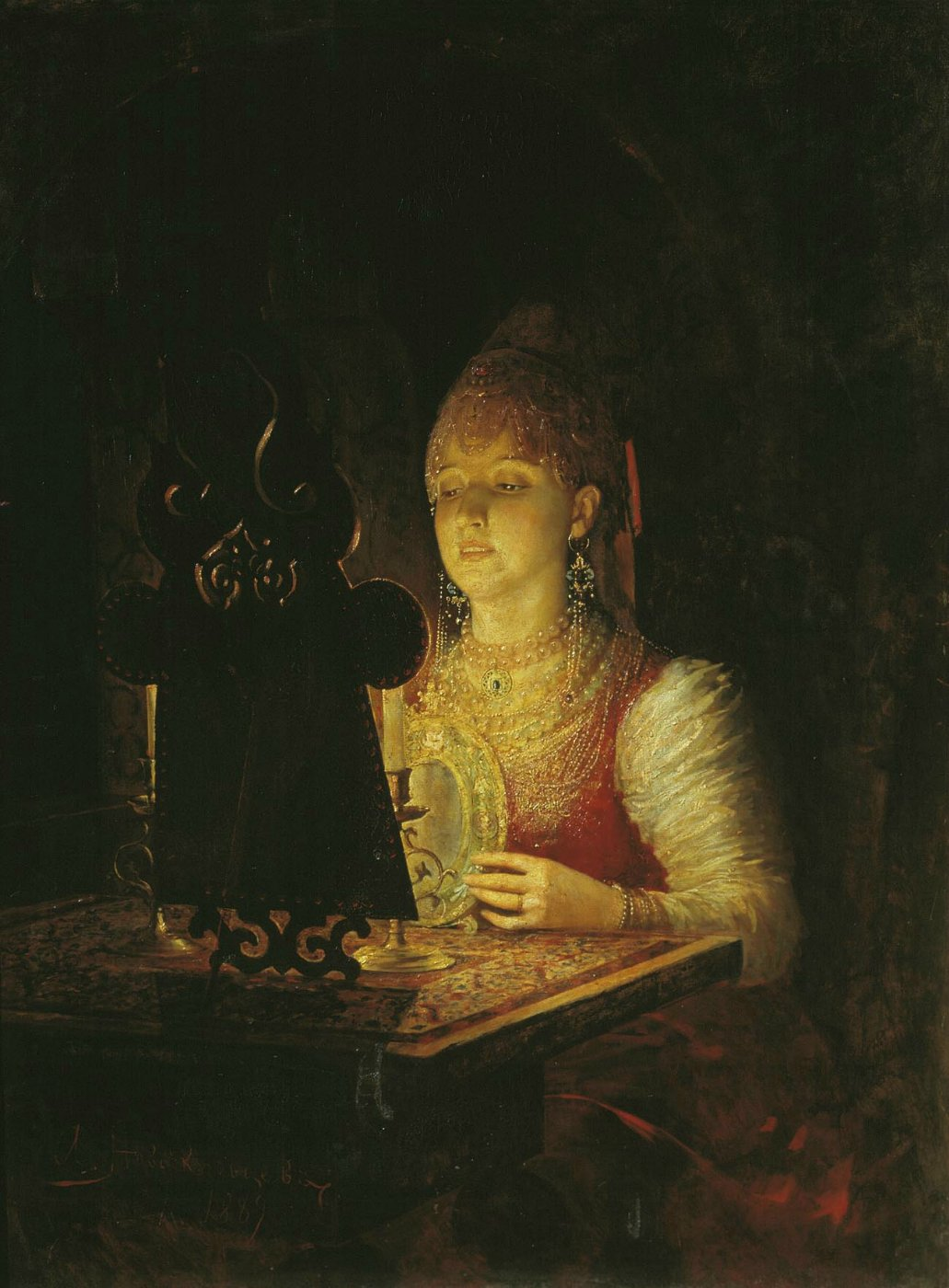
Светлана. 1889
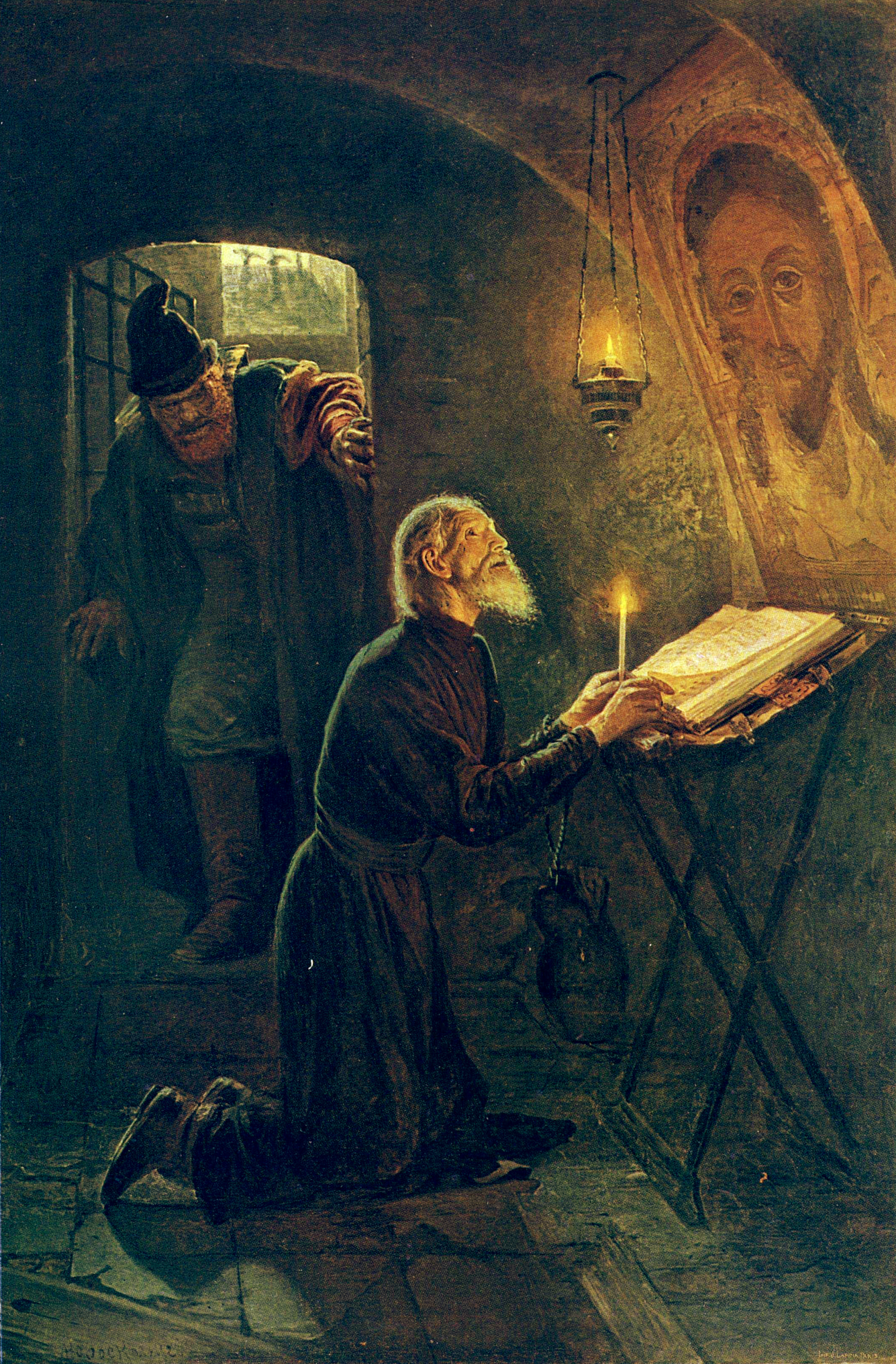
Последние минуты митрополита Филиппа. 1889
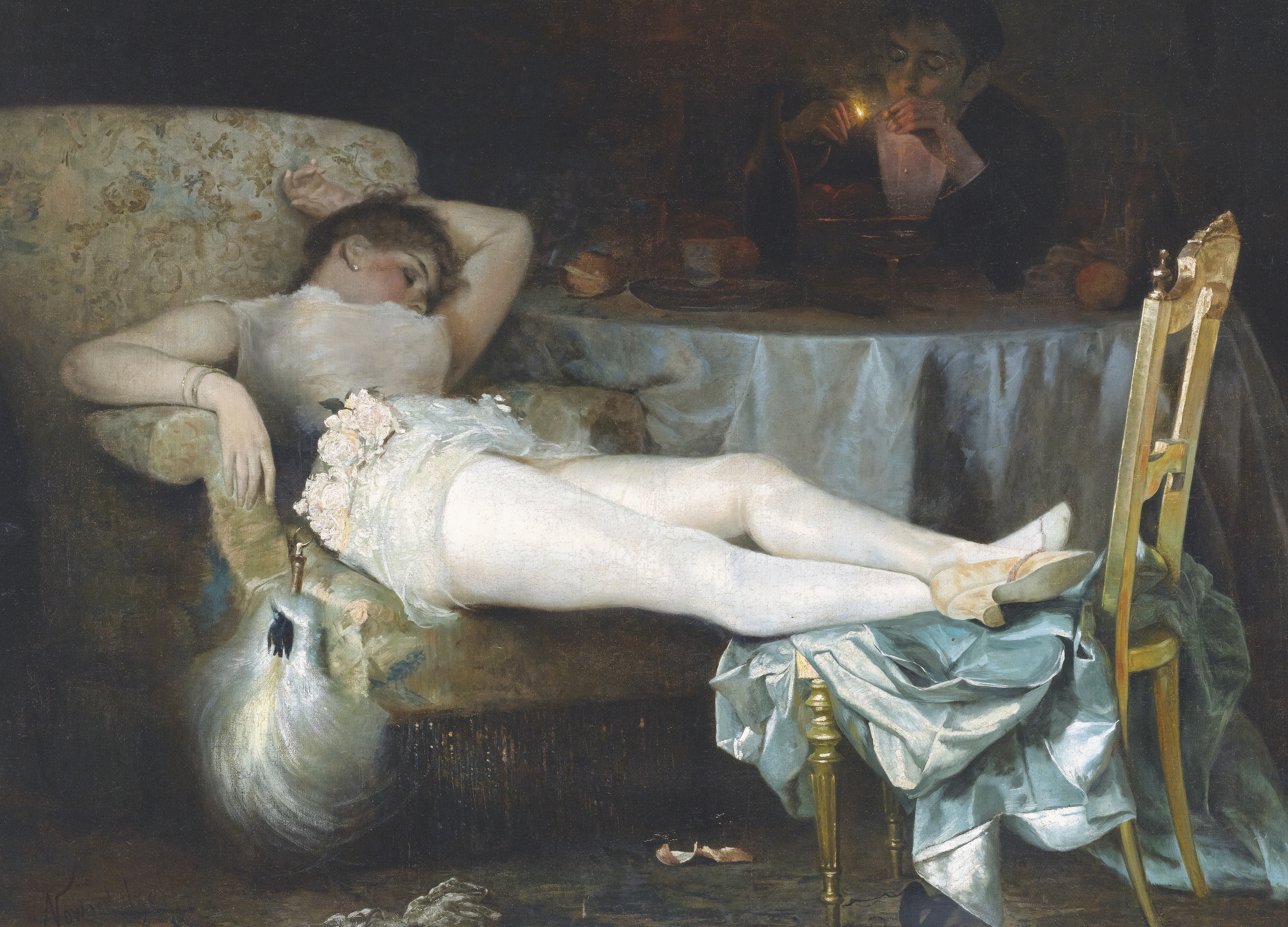
После маскарада. 1890
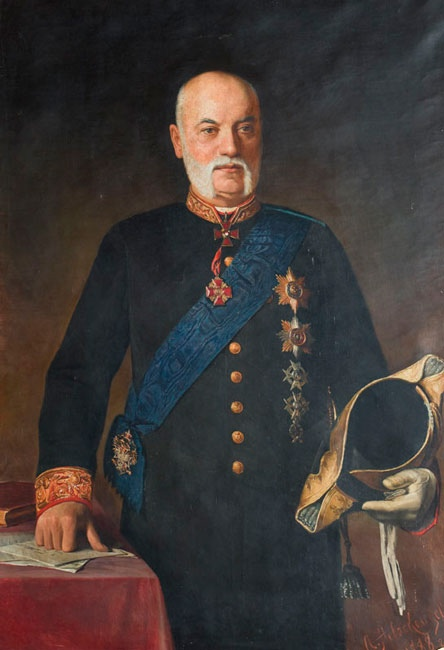
Портрет Афанасия Николаевича Сомова
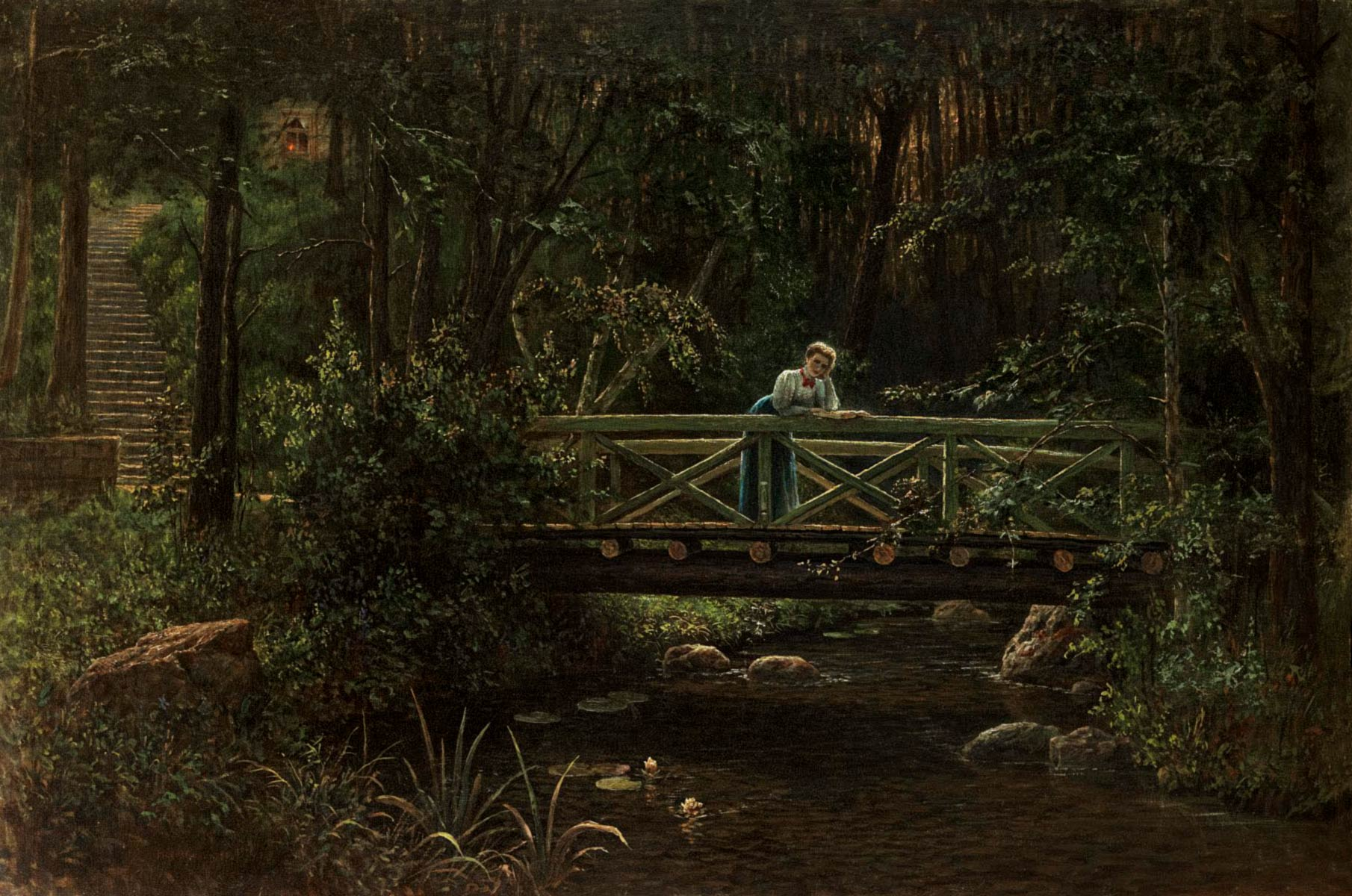
Юные грёзы. 1906
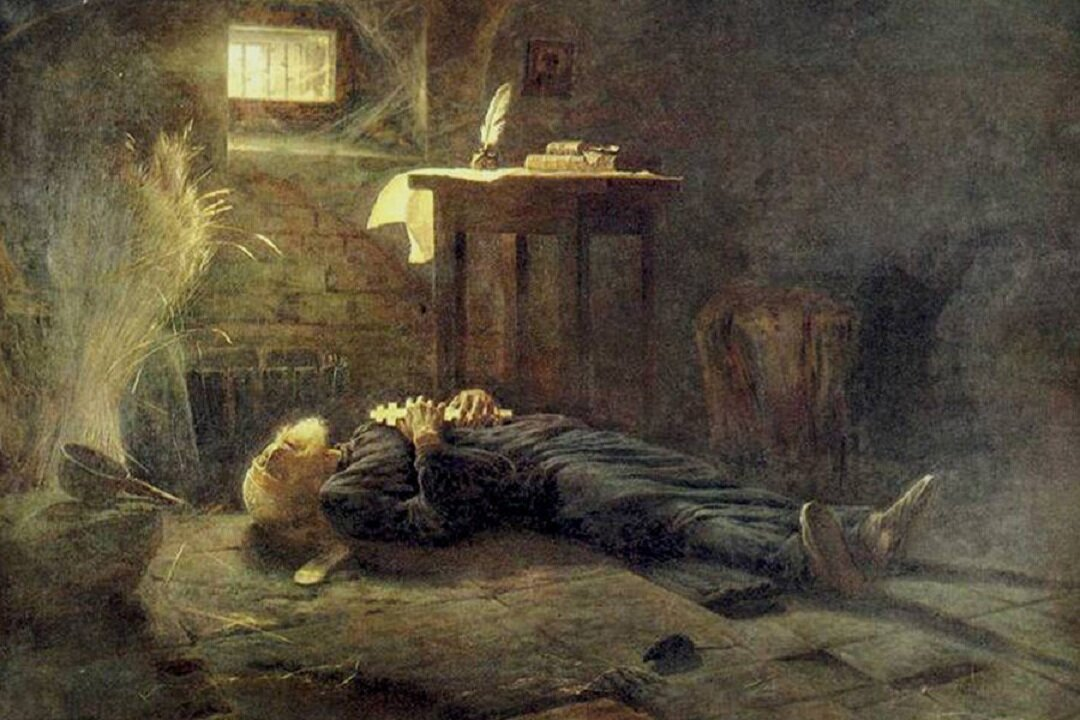
Смерть Патриарха Гермогена (В период польско-литовского нашествия). 1915

## Награды
- Орден Святого Владимира 4-й степени
- Орден Святой Анны 2-й степени
- Орден Святой Анны 3-й степени
- Орден Святого Станислава 2-й степени
- Орден Святого Станислава 3-й степени